# Savar
Savar (tiếng Bengal: সাভার Savar hoặc Shabhar) là một phó huyện (upazila) thuộc huyện Dhaka, phân khu Dhaka, Bangladesh. Savar nằm cách thủ đô Dhaka khoảng 24 kilômét (15 mi) về phía tây bắc. Phó huyện này nổi tiếng với Jatiyo Smriti Soudho - Tượng đài Quốc gia Tưởng niệm Các liệt sĩ của Chiến tranh giải phóng Bangladesh.
Savar nằm ở tọa độ . Phó huyện có 66.956 hộ gia đình và tổng diện tích là 280,13 km². Phía bắc của Savar giáp với hai phó huyện là Kaliakair và Gazipur Sadar, phía nam giáp với phó huyện Keraniganj, phía đông giáp với các phó huyện Mirpur, Mohammadpur, Pallabi và Uttara của thành phố Dhaka và phía tây giáp với hai phó huyện là Dhamrai và Singair. Đất đai của phó huyện cấu thành từ đất phù sa Pleistocen. Độ cao tăng dần từ đông sang tây. Phần phía nam của Savar là đất phù sa bồi từ sông Bangshi và sông Dhalashwari. Các sông chính ở đây là Bangshi, Turag, Buriganga và Karnatali. Sông Bangshi đã bị ô nhiễm do chất thải công nghiệp.
Tổng diện tích đất canh tác là  trong khi phần đất hoang là .
Ngày 24 tháng 4 năm 2013, một tòa nhà tám tầng sụp đổ ở Savar. Ít nhất 1.127 người chết và 2.500 người khác bị thương.